# 2017-es szentpétervári terrortámadás

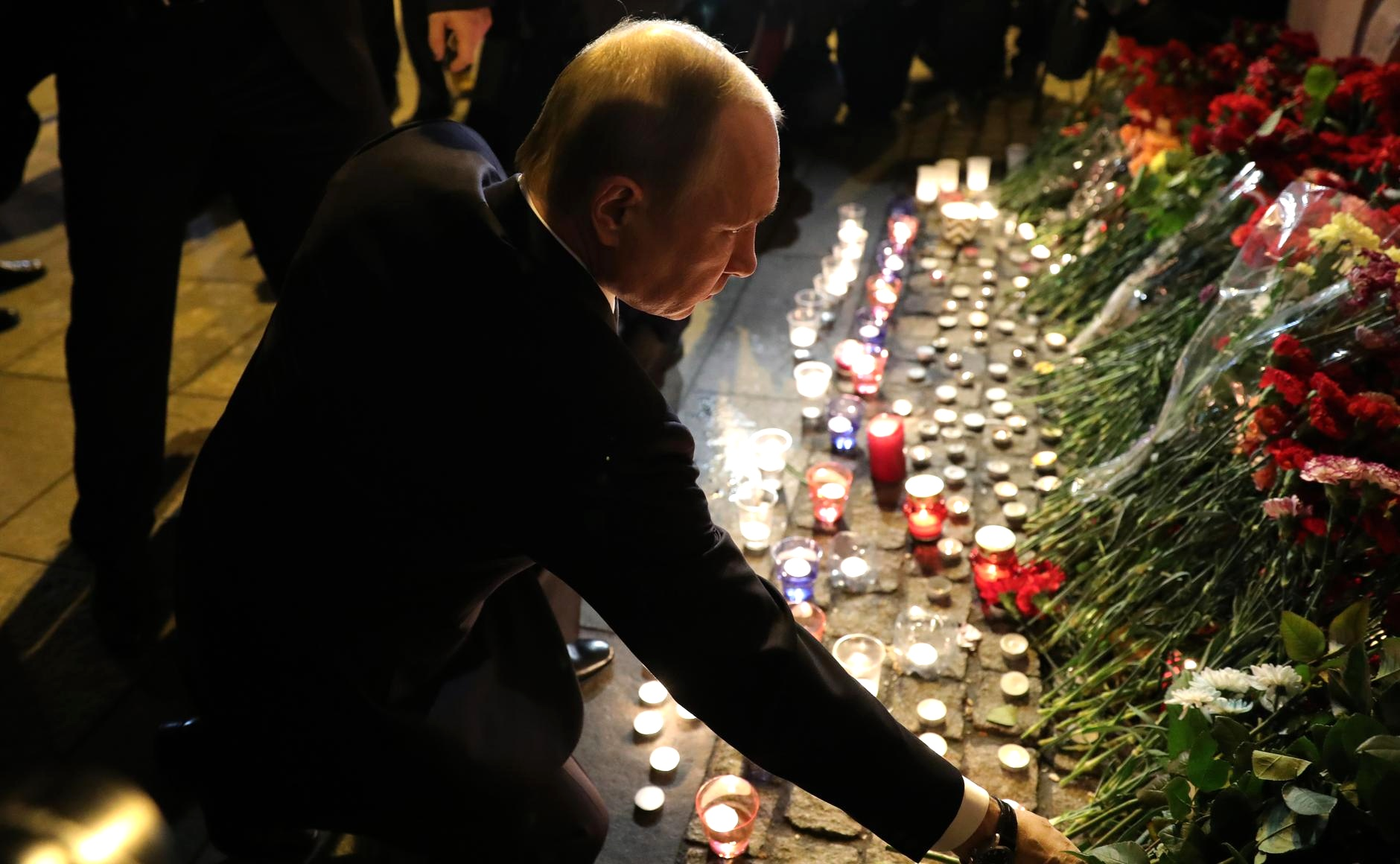
Putyin Szentpétervárott megemlékezik

A 2017-es szentpétervári terrortámadás helyi idő szerint 2017. április 3-án, 14 óra 40 perckor történt a szentpétervári metróban. A robbanás akkor történt, amikor a metró a Szennaja Ploscsagy állomásról elindult a Tyehnologicseszkij Insztyitut állomás felé.
A terrortámadásban a merénylővel együtt 14 ember halt meg, ezen felül további 51 ember sérült meg.